# UHC Dietlikon
UHC Dietlikon är en schweizisk innebandyklubb för damer, grundad 1985.
De vann Europacupen 2007 och 2008. Schweiziska cupen har de vunnit fyra gånger: 1992, 2002, 2006 och 2008. Svenskar i UHC Dietlikon är Karin Hjelm och Ina Rhöös